# Milen Zhelev
Milen Zhelev (tiếng Bulgaria: Милен Желев; sinh 17 tháng 7 năm 1993) là một cầu thủ bóng đá Bulgaria thi đấu ở vị trí tiền vệ cho Beroe Stara Zagora.

## Sự nghiệp
Ngày 21 tháng 6 năm 2017, Zhelev ký hợp đồng với Beroe.

## Sự nghiệp quốc tế
Vào tháng 11 năm 2016 Zhelev lần đầu tiên được triệu tập vào đội hình Bulgaria thi đấu với Belarus, but did not make the final squad for the game.